# Gertrude van Komberg
Gertrude van Komberg (circa 1095 - 1130 of 1131) was tegenkoningin-gemaal van het Heilig Roomse Rijk.

## Levensloop
Ze was de dochter van graaf Hendrik van Komberg en Gepa van Mergentheim. 
Rond het jaar 1115 huwde ze met Koenraad III van Hohenstaufen, die zich als tegenstander van keizer Lotharius III zich in 1127 liet uitroepen tot tegenkoning van het Heilig Roomse Rijk en Duitsland. Dit conflict was nog aan de gang op het moment van Gertrudes dood.
Koenraad en Gertrude kregen drie dochters:
- Bertha
- Gertrude
- Agnes, huwde met Izjaslav II van Kiev.

Na haar dood hertrouwde Koenraad met Gertrude van Sulzbach.